# 1976年夏季奥林匹克运动会塞内加尔代表团
1976年夏季奥林匹克运动会塞内加尔代表团是塞内加尔派出的1976年夏季奥林匹克运动会代表团。